# Francolin à poitrine grise
Pternistis rufopictus
Espèce
Statut de conservation UICN

 LC  : Préoccupation mineure
Le Francolin à poitrine grise (Pternistis rufopictus) est une espèce d'oiseaux de la famille des Phasianidae.

## Distribution
Centre-nord de la Tanzanie (parc national de Serengeti, cratère des Hauts Plateaux, steppes de Wembere, Mwanza et lac Eyasi).

## Habitat
Le francolin à poitrine grise habite les plaines et les savanes à pluviométrie annuelle de 500-700 mm ainsi que les zones de contact entre les prairies herbeuses et les boisements d’Acacia (A. tortilis, A. drepanolobium, A. xanthophloea, A. kirkii) et les fourrés le long des cours d’eau (Urban et al. 1986).

## Alimentation
Elle consiste essentiellement en tubercules de Cyperus qu’il déterre à coups de bec. Il collecte aussi des graines et des insectes sur le sol, dont des sauterelles et des termites. Il glane également des particules de légumes et des grains de céréales en zone cultivée (Urban et al. 1986).

## Mœurs
Il évolue généralement par couples ou par petits groupes, mais il peut aussi constituer des compagnies plus importantes, notamment aux sites de nourrissage. Il garde habituellement le couvert des arbres et des buissons, il peut s’aventurer aussi dans des zones ouvertes, y compris aux abords des cultures, pour se nourrir tôt le matin ou tard l’après-midi. C’est à l’aurore et à la tombée de la nuit qu’il est le plus bavard, les vocalisations allant crescendo à l’annonce de la saison des pluies. Les cris sont généralement émis du haut d’une termitière ou d’une souche d’arbre (Hennache & Ottaviani 2011).

## Voix
Le cri de signalement est similaire à celui du francolin à cou jaune, un ka-waaark, ka-waaark, kawaaark rauque et retentissant, parfois diminuant en intensité vers la fin. Un gloussement aigu est lancé comme cri d’alarme à l’envol (Madge & McGowan 2002).

## Nidification
Le nid est une petite cavité grattée sur le sol dans les hautes plantes herbacées et garnie d’herbes et de plumes. La reproduction a lieu entre février et avril et en juin-juillet, donc en pleine saison des pluies, et se prolonge légèrement dans le début de la saison sèche (Madge & McGowan 2002).

## Statut
Localement commune, l’espèce a tout de même souffert de l’empiètement des cultures sur son habitat (Madge & McGowan 2002).